# Марак-Кан
Марак-Кан (перс. مرق كان) — село в Ірані, у дегестані Нур-Алі-Бейк, у Центральному бахші, шагрестані Саве остану Марказі. За даними перепису 2006 року, його населення становило 171 особу, що проживали у складі 60 сімей.

## Клімат
Середня річна температура становить 13,54 °C, середня максимальна – 31,76 °C, а середня мінімальна – -7,30 °C. Середня річна кількість опадів – 248 мм.
| Клімат поселення                              | Клімат поселення | Клімат поселення | Клімат поселення | Клімат поселення | Клімат поселення | Клімат поселення | Клімат поселення | Клімат поселення | Клімат поселення | Клімат поселення | Клімат поселення | Клімат поселення | Клімат поселення |
| Показник                                      | Січ.             | Лют.             | Бер.             | Квіт.            | Трав.            | Черв.            | Лип.             | Серп.            | Вер.             | Жовт.            | Лист.            | Груд.            |                  |
| Середній максимум, °C                         | 7,54             | 8,98             | 14,36            | 20,80            | 25,13            | 30,14            | 31,76            | 30,60            | 26,54            | 21,01            | 14,71            | 8,43             |                  |
| Середня температура, °C                       | 0,12             | 1,58             | 6,94             | 13,38            | 17,72            | 22,72            | 26,26            | 25,11            | 21,05            | 15,52            | 9,21             | 2,93             |                  |
| Середній мінімум, °C                          | −7,3             | −5,84            | −0,47            | 5,96             | 10,30            | 15,31            | 20,77            | 19,60            | 15,55            | 10,01            | 3,72             | −2,57            |                  |
| Норма опадів, мм                              | 35               | 34               | 45               | 34               | 27               | 4                | 1                | 1                | 0                | 11               | 22               | 34               |                  |
| Середньомісячна швидкість вітру, м/с          | 1.50             | 2.09             | 2.93             | 3.01             | 2.72             | 2.62             | 2.70             | 2.53             | 2.28             | 2.22             | 1.90             | 1.47             |                  |
| Середньомісячна сонячна радіація, кДж/м²·день | 8995             | 12057            | 14550            | 18127            | 22170            | 26563            | 25954            | 23743            | 20388            | 14970            | 10846            | 8799             |                  |
| --------------------------------------------- | ---------------- | ---------------- | ---------------- | ---------------- | ---------------- | ---------------- | ---------------- | ---------------- | ---------------- | ---------------- | ---------------- | ---------------- | ---------------- |
| Джерело:                                      |                  |                  |                  |                  |                  |                  |                  |                  |                  |                  |                  |                  |                  |